# Gorham (condado de Coös)
Gorham es un lugar designado por el censo ubicado en el condado de Coös en el estado estadounidense de Nuevo Hampshire. En el Censo de 2010 tenía una población de 1.600 habitantes y una densidad poblacional de 675,89 personas por km².

## Geografía
Gorham se encuentra ubicado en las coordenadas 44°23′36″N 71°11′12″O / 44.39333, -71.18667. Según la Oficina del Censo de los Estados Unidos, Gorham tiene una superficie total de 2.37 km², de la cual 2.17 km² corresponden a tierra firme y (8.42%) 0.2 km² es agua.

## Demografía
Según el censo de 2010, había 1.600 personas residiendo en Gorham. La densidad de población era de 675,89 hab./km². De los 1.600 habitantes, Gorham estaba compuesto por el 96.75% blancos, el 0% eran afroamericanos, el 0.19% eran amerindios, el 1.56% eran asiáticos, el 0% eran isleños del Pacífico, el 0.06% eran de otras razas y el 1.44% pertenecían a dos o más razas. Del total de la población el 0.81% eran hispanos o latinos de cualquier raza.